# أضواء وردية
الأضواء الوردية هي تقنية بريطانية لمكافحة التسكع، إذ تهدف إلى ردع الشباب عن التجمع حول المباني العامة أو المتاجر من خلال تسليط الضوء على حب الشباب وبقع البشرة، مما يدفعهم لمغادرة المكان. منذ عام 2012، قامت بعض البلدات في المملكة المتحدة بتركيب هذه الإضاءة حول المتاجر والمناطق الأخرى التي يُنظر فيها إلى تجمعات المراهقين على أنها غير مرغوبة.